# ادبیات فارسیهود

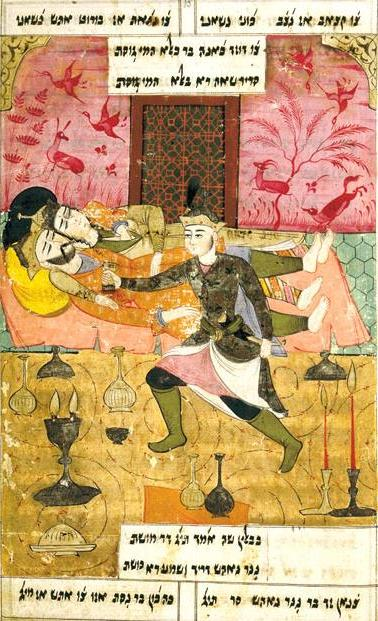
نسخه عبری خسرو و شیرین نظامی گنجوی

ادبیات فارسیهود به متون ادبی گفته می‌شود که توسط یهودیان ایرانی به زبان فارسی نو و خط عبری نگاشته شده‌است یا متونی که به زبان محلی فارسیهودی ثبت گردیده‌است.
در دورهٔ ساسانیان، علاوه بر آزادی فرهنگی که منجر به تشکیل آکادمی‌های علمی و گردآوری و تألیف تلمود شد، روابط حسنه میان روسا و رهبران روحانی یهودی با برخی از شاهنشاه‌های ساسانی منجر به توصیهٔ راب یوسی (م. ۳۲۳ میلادی) یکی از ربان‌های معروف دورهٔ تلمود بود که از یهودیان خواست زبان آرامی شرقی را کنار گذارند و به فارسی تکلم کنند.

## متون فارسیهود در طول تاریخ

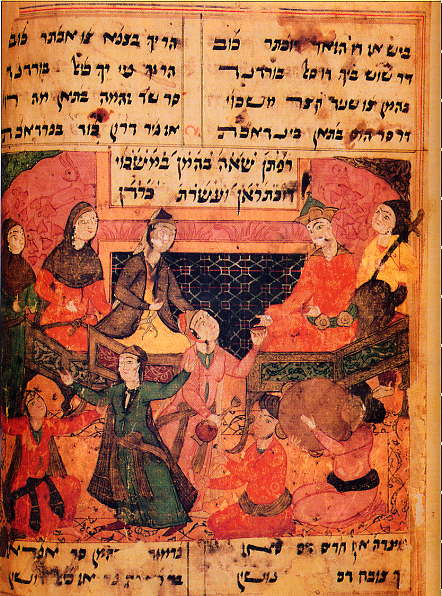
عکسی از کتاب موسی نامه، سروده شاهین شیرازی

قدیمی‌ترین اسناد مکتوب فارسیهود به قرن هشتم میلادی برمی‌گردد و عملاً همهٔ اسناد فارسیهودی که تا به امروز شناخته شده‌اند، گونه‌هایی از زبان فارسی نو بوده‌اند.
نخستین سند مکتوب از ادبیات فارسیهود نامه‌ای است که اورل اشتاین در راس یک گروه باستان‌شناسی در یکی از ایالت‌های چین کشف کرد. این سند، نامه بازرگانی یهودی است که در ۳۷ سطر نگاشته شده و در آرشیو کتابخانه سلطنتی بریتانیا نگهداری می‌شود. سند دیگر کتیبهٔ کوچکی است که در تنگه «ازو» واقع در افغانستان کشف شده و تاریخ آن ۱۰۶۴ سال اسکندری (۷۵۲ میلادی) است.
جامباتیستا وتچیتی (giambattista vecchietti) جهانگرد و سیاستمدار ایتالیایی نخستین کسی است که در ۱۶۰۶ میلادی، نسخه‌های فارسی تورات به سبک فارسیهود را از مشرق‌زمین جمع‌آوری کرد و به کتاب‌خانه‌های اروپایی (مخصوصاً پاریس و واتیکان) منتقل کرد. والتر فیشل، استاد دانشگاه برکلی ایالت کالیفرنیا، تحقیق عالمانه‌ای دربارهٔ فهرست این نسخه‌ها در کتاب‌خانه‌های مذکور انجام داده‌است. اما در خصوص هویت این نوع ادبیات و تأثیر آن باید از دو پژوهشگر دیگر، ژیلبر لازار و آمنون نتصر نیز یاد کرد که هر یک تحقیقات گسترده‌ای در این باب داشته‌اند و پژوهش‌های آنها مبنای تحقیقات معاصر است.

## خوانش متون فارسیهود
در مقابل ۳۲ حرف فارسی، زبان عبری تنها ۲۲ حرف دارد. این کمبود، هرچند در خوانش نسخه حاضر مشکلی ایجاد نمی‌کند، اما در خواندن و نوشتن با الفبای عبری، مشکلاتی بروز می‌کند. مبدعان این نوع ادبیات برای جبران این کمبود، بر روی پاره‌ای از حروف عبری، علایمی قرار می‌دادند. البته نباید این علایم را با نقطه‌ها و خطوطی که در کتابت عبری جنبه اعراب دارد، اشتباه کرد. همچنین دربارهٔ متون و اسناد عبری-پهلوی، عبری-عربی و عبری-بِربر در برخی منابع اطلاعات ارزشمندی ارائه شده‌است.

## مقدمه
چندین قرن پیش از ظهور ادبیات فارسیهودی و حتی پیش از ظهور ادبیات کلاسیک فارسی، اسناد و کتیبه‌های فارسی به خط عبری نوشته می‌شدند. این اسناد از اهمیت تاریخی برخوردارند زیرا بر توسعه زبان فارسی و به ویژه زبانی که یهودیان به آن صحبت می‌کردند، پرتو می‌افکنند.
محققان اروپایی اولین کسانی بودند که به تحقیق در کتیبه‌شناسی فارسیهودی پرداختند. در سال 1829، کنراد دیتریش هاسلر مقاله‌ای را منتشر کرد که می‌توان آن را اولین نقطه عطف در مطالعات فارسیهودی دانست؛ و در سال 1838، سلیمان مونک مطالعه کوتاهی درباره بخش‌هایی از نسخه‌ای خطی که در کتابخانه ملی پاریس یافت شده بود، نوشت. پاول دو لاگارد شرح جامعی از عناصر مشخصه فارسیهودی ارائه داد و در کتاب خود با عنوان "مطالعات فارسی" (1884) بر اهمیت آن تأکید کرد. تئودور نولدکه، کارل سالمَن و پاول هورن با دو لاگارد در مورد اهمیت، عمدتاً زبان‌شناختی، این متون موافق بودند؛ و مشارکت‌های بیشتری نیز توسط هرمان زوتنبرگ، الکساندر کوهوت، ایگناسیو گویدی، هرمان اته و والتر بی. هنینگ صورت گرفت.
ویلهلم باخر (1850-1913) یکی دیگر از مشارکت‌کنندگان مهم و بسیار پرکار در پیشرفت مطالعات فارسیهودی بود؛ و او توانست از صدها نسخه خطی فارسیهودی که توسط الکان ناتان آدلر (1861-1946) در ایران و آسیای مرکزی در پایان قرن نوزدهم خریداری شده و به لندن آورده شده بودند، بهره‌مند شود. این نسخه‌ها در حال حاضر در حوزه علمیه یهودی آمریکا در نیویورک نگهداری می‌شوند. کار پیشگامانه والتر جوزف فیشل در تاریخ یهودیان ایران نیز باید مورد توجه قرار گیرد، اگرچه او به طور خاص به حوزه نسخه‌های خطی فارسیهودی نپرداخت.
مشارکت چاپگران و ویراستاران اولیه نسخه‌های خطی فارسیهودی در مطالعات فارسیهودی نیز باید قدردانی شود. یهودیان آسیای مرکزی پیشگام در چاپ کتاب‌های فارسیهودی بودند که اکثر آنها در اورشلیم چاپ می‌شدند. آبراهام یاعاری از بنیامین بن ربی پینحاس ها-کتان و ربی بنیامین یوچانان ها-کوهن به عنوان اولین کسانی که تفاسیری (ترجمه‌های فارسیهودی با یا بدون تفاسیر) برای کتاب مزامیر و کتاب امثال چاپ کردند، نام می‌برد. شمعون حکیم (متولد بخارا، 1843؛ متوفی اورشلیم، 1910) برجسته‌ترین شخصیت اولیه در زمینه چاپ و ویرایش نسخه‌های خطی فارسیهودی بود.

## نوشته‌های اولیه به زبان فارسیهود
اکثر کتیبه‌ها و اسناد نوشته شده به زبان فارسیهودی در آغاز دوره اسلامی در قرن نوزدهم کشف شدند. آنها برای مطالعه توسعه فارسی نو اولیه مهم هستند، و وجود آنها ثابت می‌کند که یهودیان در تمام مناطق داخل و فراتر از مرزهای ایران تاریخی زندگی و فعالیت داشته‌اند و از فارسیهودی به عنوان وسیله ارتباط زبانی خود استفاده می‌کردند. فهرستی از این متون در زیر به ترتیب زمانی ارائه شده است. دو متن قدیمی‌ترین نمونه‌های حفظ شده، نه تنها در فارسیهودی، بلکه به طور کلی در فارسی نو هستند؛ زبان آنها عاری از تأثیر عربی و مملو از اصطلاحات باستانی است.
سه کتیبه سنگی که در سال 1952 توسط رومن گیرشمن و ریچارد ان. فرای در تنگ آزاد، دره‌ای در کوهستان‌های غرب افغانستان، حدود 200 کیلومتری شرق هرات در ولایت غور یافت شدند. هر سه به زبان فارسیهودی هستند و نام حکاکان را که بدین ترتیب بازدید خود را از محل ثبت کرده‌اند، دربردارند؛ پدر یکی از آنها فارسی‌زبانی به نام سامیال رامش (فارسی: رامش به معنی "شادی") است. والتر بی. هنینگ (1957)، بر اساس تاریخ اختصاری که بر روی لوح‌ها ظاهر می‌شود، سال کتیبه‌ها را 1064 سلوکی (752-753 میلادی) تعیین کرد.
بخشی از یک نامه 37 سطری از یک تاجر یهودی، که در سال 1896 توسط یک تیم باستان‌شناسی به رهبری سر اورل استین در خرابه‌های یک صومعه بودایی در دندان اویلیق در ختن، ترکستان چین (استان سین‌کیانگ) یافت شد. این نامه به مسائل تجاری می‌پردازد و ظاهراً در قرن هشتم نوشته شده است. این نامه توسط دیوید مارگولیوت (1903) منتشر شد، و توسط کارل سالمَن (1904)، والتر هنینگ (1957)، بو اوتاس (1969) و شائول شاکد (1971) مورد بحث قرار گرفت.
یک لوح مسی که در قرن نوزدهم در کویلون، تراوانکور، در سواحل مالابار، جنوب هند یافت شد. این لوح حاوی متنی کوتاه با شهادت و امضای چهار شاهد است. محتوای آن مربوط به هدیه‌ای نقدی است که به یک کلیسای مسیحی در کویلون داده شده است. قدمت این اثر مربوط به قرن نهم میلادی تخمین زده می‌شود.
یک سند اولیه از قرائیم (قائلان به لفظ‌گرایی در کتب مقدس که تفسیر ربانی را رد می‌کردند) از جنیزای قاهره، با تاریخ 17 آو 1262 سلوکی / 22 ژوئیه 951. این سند به بررسی مذاکرات قضایی در یک دادگاه قرائیم می‌پردازد.
یک سند دادگاهی (احتمالاً قرائیمی) مربوط به 1332 سلوکی (1020-1021 میلادی) از خرمشهر، خوزستان.
یک قطعه اولیه فارسیهودی که در سال 1973 توسط آمنون نتصر در زفره در استان اصفهان یافت شد. ترجمه آن ممکن است به روشن شدن ویژگی‌های زبان‌شناختی این زبان که فارسی میانه را به فارسی نو پیوند می‌دهد، کمک کند (نتصر، 2002).
صدها مورد در صفحات مربوط به موضوعات مختلف، که در جنیزای قاهره یافت شده‌اند، در کتابخانه‌هایی از جمله کمبریج، آکسفورد، کتابخانه جان رایلندز منچستر، کتابخانه بریتانیا، لندن، حوزه علمیه یهودی در نیویورک و کتابخانه ملی و دانشگاهی یهودی در اورشلیم نگهداری می‌شوند. آنها را می‌توان به شرح زیر طبقه‌بندی کرد: (الف) نامه‌های شخصی؛ (ب) احکام دادگاه؛ (ج) تفاسیر (شرح‌ها) بر کتب سفر پیدایش، اشعیا، مزامیر، امثال، غزل غزل‌ها، روت، مراثی، دانیال و نحمیا؛ (د) بحث‌های طولانی در مورد قانون مذهبی قرائیم (هالاکا)، از جمله بخشی از یک کتاب قرائیمی از فرامین مذهبی؛ (ه) آثاری در مورد موضوعات پزشکی؛ (و) آثار فارسیهودی در مورد دستور زبان عبری؛ (ز) اشعار فارسیهودی.
سنگ‌قبرهای متعدد که توسط تیم‌های باستان‌شناسی فرانسوی و ایتالیایی در منطقه‌ای حدود 2 کیلومتری جنوب روستای جام در ولایت غور با کتیبه‌هایی به زبان فارسیهودی، عبری و آرامی یافت شده‌اند. اولین سنگ‌قبر در سال 1946 و بقیه در طول سال‌ها تا دهه 1960 کشف شدند. تاریخ این سنگ‌قبرها از 1012 تا 1218 میلادی است. گمان می‌رود جام محل فیروزکوه قرون وسطی، پایتخت شاخه اصلی غوریان، باشد. وجود یک گورستان در فیروزکوه نشان دهنده وجود جامعه یهودی در این منطقه دورافتاده است. این واقعیت که آخرین سنگ‌قبرها مربوط به سال 1218 است، احتمالاً به این معنی است که جامعه یهودی فیروزکوه با حمله مغول به این منطقه از بین رفته است. این سنگ‌قبرها هنوز در حال مطالعه هستند، هم برای اطلاعات زبان‌شناختی که ممکن است درباره زبان فارسیهودی ارائه دهند و هم برای اطلاعاتی درباره وضعیت و منشأ متوفیان.

## ادبیات تفسیری
معنای تحت‌اللفظی «تفسیر»، «توضیح» (شامل ترجمه) یا «شرح» بر نوشته‌های مقدس، عمدتاً کتاب مقدس عبری (پنتاتوک، انبیا، نوشته‌ها) و تلمود است که سنت دیرینه‌ای در میان یهودیان فارسی‌زبان بوده است. در معنای وسیع‌تر، این اصطلاح برای تفسیر یا شرح بر نوشته‌های سکولار نیز به کار می‌رود.
آغاز تولید تفسیرها مبهم است، اما می‌توان فرض کرد، بر اساس تفاسیر موجود، که اولین آنها به کتاب مقدس اختصاص داشته است. آنها بخش بسیار بزرگی از کل مجموعه نوشته‌های مقدس، ربانی و مذهبی را تشکیل می‌دهند، اما بیشتر نویسندگان آنها ناشناخته باقی مانده‌اند. قوانین و رهنمودهای کلی احتمالاً برای تولید تفسیر وجود داشته است، مانند مواردی که در مقدمه تفسیر بابا بن نوریئل اصفهانی بر کتاب مزامیر ذکر شده است. مجموعه تفاسیر فارسیهودی را می‌توان به دسته‌های زیر تقسیم کرد:
ترجمه تحت‌اللفظی از اصل عبری یا آرامی به فارسی. این نوع ترجمه نحو (ساختار جمله‌بندی) اصل را حفظ می‌کند و در نتیجه از نحو زبان فارسی منحرف می‌شود. درجه‌ای از شباهت بین این نوع فرآیند ترجمه و نحوه ترجمه نوشته‌های مقدس مسلمانان به زبان عربی به فارسی وجود دارد. همچنین تلاش‌هایی برای ترجمه پیتوتیم (سرودهای مذهبی، سرودهای liturgical) به صورت تحت‌اللفظی صورت گرفته است، اما در بیشتر موارد از کلمات قافیه‌دار استفاده شده که دقیقاً با کلمات اصلی مطابقت نداشته‌اند. ترجمه‌های تحت‌اللفظی عمدتاً از کتاب مقدس و آپوکریفا، و همچنین از میدراشیم (متون تفسیری)، دعاها و برکات صورت گرفته است.
ترجمه‌های تحت‌اللفظی همراه با توضیحات کوتاه و مترادف کلمات دشوار در اصل عبری یا آرامی. این نوع ترجمه در طول چند قرن اخیر رایج شده است، به دلیل کاهش کلی در سطوح درک نوشته‌های مقدس در جامعه یهودی. در بسیاری از موارد، تمایز بین ترجمه و اصل غیرممکن بود، که در نتیجه نویسندگان بعدی اصطلاحات توضیحی (مترادف‌ها) را به جای کلمات ترجمه شده حفظ کردند. بنابراین، نسخه‌های خطی بسیاری برای ما باقی مانده است که دقت آنها به عنوان ترجمه زیر سوال است، اما برای محققان زبان‌شناسی جالب توجه هستند.
ترجمه‌هایی که تفسیرگونه همراه با تفاسیر و درشوت (شرح‌های موعظه‌ای) هستند. این نوع ترجمه برای نثر و شعر رایج است. تفاسیر و درشوت از نظر طول بسته به جمله اصلی متفاوت است. گاهی اوقات، جمله اصلی بدون نیاز به افزودن تفسیر یا درشا ترجمه می‌شود. این نوع ترجمه‌ها ممکن است شامل بخش‌هایی باشد که به روش توضیح داده شده در مورد 2 بالا ترجمه شده‌اند. شاعران یهودی، مانند موشه بن اسحاق و سیمان-طو ملاّمد، وجود داشتند که ابتدا پیتوتیم عبری را سرودند و سپس آنها را به عنوان اشعار فارسیهودی ترجمه یا بازنویسی کردند. شاعر شاهین از تفسیر شعری خود از پنتاتوک و کتاب استر به عنوان شرح (تفسیر، شرح) یاد کرده است.
ترجمه‌هایی که "تفسیر" نامیده می‌شوند، حتی اگر شباهت زبانی (گاهی حتی موضوعی) آنها با اصل آنقدر ناچیز باشد که به سختی می‌توان آنها را تفاسیر مناسبی دانست. این نوع تفسیر معمولاً به پیتوتیم مختلفی اشاره دارد که در اصل به زبان عبری یا آرامی سروده شده‌اند. گاهی اوقات، علیرغم عدم شباهت بین اصل و تفسیر، می‌توان تلاشی برای حفظ ارتباط موضوعی بین آنها مشاهده کرد.
نه ترجمه، بلکه تفاسیر به معنای شرح کلمات، ایده‌ها و آیات کتاب مقدس، یا رویدادها، در نوشته‌های مقدس و ادبیات ربانی. درشوت نیز به این دسته تعلق دارند، که در بیشتر موارد از تألیفات اصلی نویسنده هستند و برای ارائه در مقابل مخاطبان در نظر گرفته شده‌اند. این درشوت‌ها عموماً از داستان‌ها، حکایات و توضیحات ایده‌ها بر اساس آیات کتاب مقدس استفاده می‌کنند. در این موعظه‌ها، ضرب‌المثل‌ها، داستان‌ها و نقل قول‌هایی از شعر فارسی غیر یهودی نیز بافته شده است.

## تفاسیر کتاب مقدس
فهرست زیر از تفاسیر مهم به ترتیب کتب کتاب مقدس آورده شده است.

### پنتاتوک (اسفار خمسه)
اولین تفسیری از پنتاتوک که در قرن شانزدهم در غرب شناخته شد، متعلق به یعقوب بن یوسف طاووس، یک یهودی محقق فارسی‌زبان بود که در آکادمی یهودی در استانبول تدریس می‌کرد. این تفسیر در سال 1546 در استانبول در پنتاتوک چندزبانه چاپ شده توسط الیازار بن گرشون سونسینو، همراه با نسخه عبری اصلی پنتاتوک، تارگوم (ترجمه آرامی) انکلوس، و تفسیر یهودی-عربی خاخام سعادیا گائون ظاهر شد. تفسیر طاووس توسط توماس هاید (1636-1703) از حروف عبری به خط فارسی رونویسی شد و در این شکل، کتاب مقدس چاپ شده توسط برایان والتون در لندن در سال 1657 را همراهی کرد. چاپ هاید از تفسیر پنتاتوک علاقه‌ای به زبان و ادبیات فارسیهودی برانگیخت. برای سال‌ها، محققان غربی کار طاووس را اولین تفسیری می‌دانستند که تا کنون بر پنتاتوک تولید شده است، اما بعدها مشخص شد که این اثر در واقع حلقه‌ای در زنجیره طولانی سنت مطالعه کتاب مقدس یهودیان فارسی‌زبان بود که اطلاعاتی در مورد آغاز آن نداریم (فیشل، 1952).
کتابخانه واتیکان نسخه‌ای خطی (Vat. Pers. MS 61) بدون تاریخ از تفسیری از کتاب مقدس دارد که توسط جهانگرد ایتالیایی، جیامباتیستا وکیتی، در ماه می 1606 در شهر لار (استان فارس جنوبی) خریداری شد. تحقیقات زبانی محدود نشان می‌دهد که قدمت آن حداکثر به قرن چهاردهم می‌رسد. ایگناسیو گویدی (1885) این نسخه خطی را با برخی اظهارات زبان‌شناختی توصیف کرد؛ ماکس سلیگسون (1903) بخش‌هایی از این نسخه خطی را با تفسیر پنتاتوک در کتابخانه بریتانیا (به پایین مراجعه کنید) و با تفسیر طاووس مقایسه کرد. از ویرایش‌های مختلف تفسیر پنتاتوک واتیکان، التوره روسی (1948) جدیدترین است؛ کل متن به صورت رونویسی شده منتشر شده است (پیپر، 1965؛ همان، 1965-1966).
در سال 1898 موزه بریتانیا نسخه‌ای خطی (Or. 5446) را از یک ساکن تهران که از لندن بازدید می‌کرد، به دست آورد. در کلوفون آن آمده است که این تفسیر توسط یوسف بار موشه در 14 آدار دوم 1630 سلوکی / 6 مارس 1319 رونویسی شده است. سلیگسون ترتیب صحیح صفحات را تعیین کرد و این نسخه خطی توسط هربرت پیپر (1972a) منتشر شد.
نسخه خطی MS Adler B.63 در حوزه علمیه یهودی آمریکا [JTS] در نیویورک در اواخر قرن نوزدهم توسط الکان ان. آدلر در بخارا خریداری شد. متن به طور کلی با نسخه خطی واتیکان یکسان است. این تفسیر ترجمه تحت‌اللفظی پنتاتوک نیست؛ بلکه مجموعه‌ای از درشوت، تفاسیر و میدراشیم است. پیپر (1972b) بخشی از این نسخه خطی (سفر تثنیه 5:6-18) را با متون دیگر مقایسه کرده است.
یک نسخه خطی در سپتامبر 1973 برای موسسه بن-زوی [BZI] (BZI 4559/1؛ برای همه نسخه‌های خطی BZI، به نتصر، 1985 مراجعه کنید) از یک دلال عتیقه یهودی در تهران خریداری شد. این نسخه شامل تفاسیری بر بخش‌هایی از پنتاتوک همراه با درشوت و میدراشیم است (به زیر "تورات" در فهرست عمومی نتصر، 1985 مراجعه کنید)، از جمله یک تفسیر پنتاتوک که در سال 1788 رونویسی شده است. علیرغم رونویسی نسبتاً اخیر این نسخه خطی، زبان و نحو آن نشان می‌دهد که از یک متن قدیمی‌تر رونویسی شده است.

### انبیا
تفسیر فارسیهودی بر کتاب سموئیل، که عمیقوت شاموئل (شماره طبقه‌بندی BL G. 77 = Or. 10482[2]) نامیده می‌شود، یک نسخه خطی قدیمی است. ویژگی‌های زبان‌شناختی آن توسط ویلهلم باکر (1897b) مورد مطالعه قرار گرفته است.
تفسیری از کتاب اشعیا در کتابخانه ملی [BN]، پاریس، توسط پاول دو لاگارد (1884) منتشر شد، همراه با متن کتاب ارمیا و آغاز کتاب حزقیال (همچنین از نسخه‌های خطی BN). او همچنین اضافات حاشیه‌ای را مورد مطالعه قرار داد و پدیده‌های زبانی خاصی را در متن ذکر کرد. مطالعات تئودور نولدکه (Literarisches Centralblatt, 1884) و پاول هورن (1893) کار دو لاگارد را تکمیل کردند. پیپر (1975a) و آسیموسن (1974) رونویسی‌ها و تحقیقات انجام شده بر روی متن دو لاگارد و بر روی متن چاپی ترجمه اشعیا از شمعون حکیم را منتشر کردند (قابل ذکر است کتاب اشعیا و تفسیر آن در BZI 4559/2).
تفسیر فارسیهودی بر حزقیال یکی از قدیمی‌ترین نسخه‌های خطی است که در کتابخانه سن پترزبورگ نگهداری می‌شود. کارل سالمَن (1900) متن را توصیف کرد و فصل پنجم را با حاشیه‌نویسی‌های زبان‌شناختی منتشر کرد، و اخیراً، تامار ای. گینداین (2000) آن را بیشتر مورد مطالعه قرار داده است. این متن به دلیل واژگان کهن خود، به عنوان یک منبع مهم برای زبان‌شناسی ایرانی در نظر گرفته می‌شود.
بخشی از تفسیر هوشع در کتابخانه ملی (BN 101) توسط آسیموسن (1975) مورد مطالعه قرار گرفت. همچنین یک تفسیر دیگر از هوشع در موسسه بن زوی (BZI 4559/5) نگهداری می‌شود که هنوز مورد مطالعه قرار نگرفته است.

### سایر انبیاء
برای مطالعه نسخه‌های خطی فارسیهودی سایر انبیا، به آثار آسموسن، کارلسن، ماینز و پیپر که در کتاب‌شناسی فهرست شده‌اند، مراجعه کنید. همچنین تفاسیری از کتب یوئیل، عاموس، یونس، میکا، ناحوم و صفنیا (BZI 4559/6-11) وجود دارد که شایسته تحقیقات علمی هستند؛ تفسیری که بر کتاب یونس (BZI 4529/4) است، به احتمال زیاد قدیمی‌تر از بقیه است.

### نوشته‌ها
تفاسیر کتاب مزامیر به طور گسترده‌ای توسط یهودیان ایران خوانده می‌شد. جیامباتیستا وکیتی که پیشتر ذکر شد، چندین تفسیر از این دست را در شیراز و لار در سال 1601 خریداری کرد. یکی از این تفاسیر برای یک مسیحی فارسی‌زبان به نام شمس‌الدین خنجی با صدای بلند خوانده شد و او آن را در 12 مه 1601 در هرمز به فارسی رونویسی کرد (Blochet, I).
یکی از مهم‌ترین تفاسیر کتاب مزامیر در سال 1740 توسط بابایی بن نوریئل، خاخام اصفهان، به درخواست نادر شاه افشار (حکومت 1736-47) نوشته شد. بابایی در ترجمه خود از میرزا مهدی عقیلی، یک محقق مسلمان دانشمند، کمک گرفت که در مقدمه ذکر شده است. بخشی از این تفسیر توسط آی. گریل (1887) و آسموسن (1966) مورد مطالعه قرار گرفته است. عزرا زیون ملامد (1968) نسخه‌ای انتقادی بر اساس پنج نسخه خطی منتشر کرد: (الف) یک نسخه خطی 122 صفحه‌ای متعلق به پدرش که اصالتاً در سال 1797 در قمشه نزدیک اصفهان رونویسی شده بود و ظاهراً قدیمی‌ترین آنهاست؛ (ب) MS BZI 905؛ (ج) BZI 938؛ (د) BZI 927؛ (ه) BZI 995.
دو تفسیر مزامیر در اواخر قرن نوزدهم منتشر شد: (الف) کتاب مزامیر ترجمه شده توسط بنیامین کوهن بخارایی، در سال 1883 در وین با متن عبری و ترجمه فارسی در صفحات مقابل منتشر شد؛ (ب) میرزا نورالله بن حکیم موشه، یک یهودی غسل تعمید یافته که در فعالیت‌های تبلیغی در جامعه یهودیان ایران شرکت داشت، ترجمه فارسی مزامیر اثر رابرت بروس (به کلیسای اسقفی در ایران مراجعه کنید) را به حروف عبری رونویسی کرد. نسخه میرزا نورالله در سال 1895 در لندن توسط انجمن کتاب مقدس بریتانیا و خارجی منتشر شد.
تفسیری از امثال سلیمان که توسط هربرت پیپر (1982) ویرایش شد، بر اساس MS Adler B.46 (Adler, 1921, no. 433) و یک نسخه خطی خصوصی متعلق به والتر جی. فیشل فقید بود. در سال 1885، یک یهودی بخارایی به نام بنیامین بن ر. یوحانان هاکوهن کتاب امثال سلیمان را ترجمه و حاشیه‌نویسی کرد و از ترجمه‌ای که از خاخام‌های خود دریافت کرده بود، استفاده نمود.
پیپر نسخه‌ای انتقادی از تفسیری از ایوب را از یک نسخه خطی ناقص (که فاقد 1:1-17 و 1:21-2:7 است) در مجموعه خصوصی م. بنایاهو منتشر کرده است. این نسخه فاقد کلوفون (پایان‌نامه) است، اما به نظر پیپر (1976a)، در "قرن پانزدهم یا پیش از آن" رونویسی شده بود. فردی به نام باباجان بن پینحاس سمرقندی کتاب ایوب را به فارسی ترجمه و در سال 1895 (5665) در اورشلیم منتشر کرد. کتابخانه BZI تنها تفسیری از ایوب به زبان یهودی-آرامی نو (BZI 924) را در اختیار دارد که در سال 1955 رونویسی شده است.
تفسیری از غزل غزل‌ها در جامعه یهودیان ایران به خوبی شناخته شده و به طور گسترده‌ای خوانده می‌شد. آسموسن و پیپر یک نسخه انتقادی از MS BN 116 را منتشر کردند. تاریخ رونویسی این متن هنوز دقیقاً مشخص نشده است، اما شواهد زبانی و دیرینه‌نگاری به تاریخی نه دیرتر از قرن چهاردهم اشاره دارند. ارنست ماینز تفسیر غزل غزل‌ها را به صورت رونویسی لاتین، بر اساس BN 116 و 117 (ماینز، 1976؛ شاکد، 1979) منتشر کرده است.
در سال 1906، رفائل بن پینحاس، رئیس جامعه یهودیان خوقند، ترجمه فارسی غزل غزل‌ها را که توسط شمعون حکیم (متوفی 1910) انجام شده بود، منتشر کرد. عزرا ز. ملامد نسخه‌هایی از ترجمه آرامی غزل غزل‌ها و تفسیر آن را "به زبان یهودیان فارسی‌زبان، بر اساس نسخه‌ای خطی یافت شده در املاک ر. شلومو بن دیوید کاتز" ویرایش کرد (ملامد، 1971؛ برای نسخه‌های خطی BZI که شامل تفسیر غزل غزل‌ها هستند، به BZI 932 مراجعه کنید).
تفسیری از کتاب روت در پاریس (MSS BN 90 و 116) توسط ارنست ماینز (1976) به صورت رونویسی لاتین منتشر شد. تفسیر در MS 90 در لار در سال 1601 رونویسی شده بود (برای نسخه‌های خطی موسسه بن-زوی مربوط به تفسیر کتاب روت، به BZI 935/7 مراجعه کنید).
تفسیری از مرثیه ارمیا که در BN 101 و 118 یافت شد، توسط ماینز (1973) منتشر شد.
تفسیری از جامعه سلیمان در MS Adler B.46 (Adler, 1921, no. 433) توسط پیپر (1973) ویرایش شد؛ دیگری، در BN 116 و 117، توسط ماینز (1974) منتشر شد. رفائل خدادادوف اخیراً ویرایش جدیدی از اثر شمعون حکیم، شرح شاهین بر کتاب استر را منتشر کرد. این ویرایش شامل تفسیری از جامعه سلیمان است که در سال 1893 رونویسی شده است. کتابخانه BZI دو نسخه خطی از تفسیر جامعه سلیمان توسط مترجم یهودا بن بنیامین کاشانی (BZI 1045/4, 4547/3) را در اختیار دارد.
تفسیر کتاب استر توسط ماینز بر اساس BN 127 و 116 ویرایش شد. در MS 127 یک تقویم سالانه وجود دارد که ابتدای آن گم شده است؛ در انتها، نویسنده بیان می‌کند که تقویم از سال 1591 سلوکی / 1280 آغاز می‌شود. مانند کتب مزامیر و امثال، کتاب استر به دلیل ارتباط منحصر به فرد خود با تاریخ یهودیان ایران، جایگاه ویژه‌ای در میان یهودیان ایران داشت.
تفسیری از کتاب دانیال توسط ماینز در سال 1982، بر اساس BN 128 و 129 ویرایش شد. MS 128 شامل اثری به نام قصه دانیال است که محققان فرض می‌کنند تفسیری از ترجمه یا میدراش گمشده‌ای بر کتاب دانیال است. این تفسیر میدراشی به دلیل محتوای مسیحایی و زبان کهن خود از اهمیت ویژه‌ای برخوردار است. برخی از محققان معتقدند که این اثر در حدود قرن سیزدهم نوشته یا رونویسی شده است. دو قطعه تفسیر بر کتاب دانیال از جنیزا توسط شائول شاکد (1982a) منتشر شد.

## تفسیر تلمود
تا کنون فقط بخش‌های کوچکی از تلمود بابلی یا اورشلیمی به زبان فارسیهودی شناخته شده است. دلایل عدم وجود تفسیری کامل از تلمود به نظر می‌رسد: (1) تلمود حوزه انحصاری نخبگان عالم جامعه بود و بنابراین نیازی به ترجمه برای مصرف عمومی احساس نمی‌شد. در فرهنگ‌لغت‌هایی که توسط یهودیان فارسی‌زبان گردآوری شده‌اند، تفاسیر و توضیحاتی از کلمات دشوار در تلمود را می‌یابیم که نشان‌دهنده رایج بودن مطالعه تلمود در میان طبقه تحصیل‌کرده جامعه است. (2) به دلیل وضعیت رو به زوال فرهنگی-مذهبی جامعه در قرون اخیر، تعداد دانشجویان دارای تخصص تلمودی کاهش یافته است. تمرکز به سمت زهور (تفسیری عرفانی بر تورات) و مطالعات کابالیستی به دلیل جهت‌گیری‌های عرفانی آنها که برای یهودیان ساکن ایران قابل هضم بود، تغییر کرده است.
رساله پیرکه آووت (اخلاق پدران)، به دلیل محتوای اخلاقی و ماهیت موعظه‌ای خود، با جهان‌بینی یهودیان فارسی‌زبان سازگار بود؛ و توسط نویسندگان مختلف به زبان تفسیر ترجمه شد. یکی از مترجمان حاخام یعقوب پالتیل رشتی بود که در اواسط قرن نوزدهم در رشت زندگی و فعالیت می‌کرد. او این تفسیر را اوحل یعقوب (BZI 929/4) نامید. او همچنین تفسیری اضافی، بر فتاخ الیاهو (دعای مردگان)، همراه با درشوت (BZI 1083/3) از خود به جای گذاشت.
ما اطلاعات بیشتری در مورد مترجم دیگری، حاخام سیمان-طو ملاّمد، داریم که علاوه بر اشعار و پیوتیم، تفسیری از پیرکه آووت (BZI 925) را برای ما به یادگار گذاشته است. همچنین شایسته ذکر است تفسیر شمعون حکیم که در سال 1907 منتشر شد. به گفته او، تفسیر پیرکه آووت "در شهرهای بخارا و نواحی آن در روزهای شنبه بین عید پسح و شمینی آتزرت [آخرین روز روش هاشانا] مطالعه می‌شد" (یاعاری، 1942، ص 46.59). پیش از چاپ تفسیر شمعون حکیم، نتانئل و بنیامین شائولوف در اورشلیم در سال 1902 تفسیری دیگر بر پیرکه آووت منتشر کردند که شامل اصل و تفسیر همراه آن آیه به آیه بود. ویلهلم باکر (1902) این تفسیر را به تفصیل توصیف کرد و پیپر (1976b) فصل اول متون شائولوف و حکیم را منتشر کرد.
سایر تفاسیر پیرکه آووت همراه با میدراشیم و داستان‌ها هستند؛ برخی از داستان‌ها از ادبیات کلاسیک فارسی گرفته شده‌اند (به عنوان مثال، BZI 1008). در سال 1536، شاعر عمرانی (1454-1536) یک ترجمه تفسیرگونه از پیرکه آووت را به شعر فارسیهودی با عنوان گنج‌نامه سرود (نتصر، 1996-99، I، ص 66؛ به پایین مراجعه کنید). بیش از سی نسخه خطی از پیرکه آووت در کتابخانه BZI وجود دارد که بیشتر آنها تفاسیر هستند، از جمله برخی همراه با میدراشیم، تفاسیر و داستان‌ها (نتصر، 1985، فهرست؛ یروشالمی، 1999).

## هلاخا (قوانین مذهبی)
زندگی هالاخی یهودیان فارسی‌زبان، آن‌گونه که در نسخه‌های خطی منعکس شده است، بر اساس رعایت هلاخوت (قوانین و فرامین مذهبی) توسط اکثر جوامع یهودی بود. در مرحله کنونی تحقیق، ارائه تصویری کلی از تغییرات و تحولات هلاخایی که در جوامع یهودی در مناطق جغرافیایی یا دوره‌های تاریخی مختلف در ایران رخ داده است، دشوار است. تا آنجا که معلوم است، تعداد بسیار کمی از تصمیمات مهم دادگاه‌های ربانی در ایران حفظ شده است، که منجر به کمبود ادبیات هلاخایی رِسپونسا (پاسخ‌های فقهی) شده است که بتواند بر زندگی جامعه روشنایی افکند.
این واقعیت که جامعه یهودیان ایران هیچ مرجع هلاخایی شناخته شده‌ای تولید نکرد، مشکلات بیشتری را برای محققان ایجاد می‌کند، اگرچه ممکن است برخی خاخام‌های عالم وجود داشته داشته‌اند که به مسائل پیچیده هلاخایی می‌پرداختند. آثار هلاخایی به زبان عبری یا فارسیهودی که این جامعه در اختیار دارد، عموماً به نگرانی‌های جاری و فوری زندگی یهودیان اختصاص یافته است، مانند ذبح حیوانات کوشر، هلاخوت مربوط به نماز، برکات، ختنه، روابط زناشویی، اعیاد و جشن‌ها. مسائل هلاخایی بحث‌برانگیز که پویایی تحول هلاخایی را در طول زمان منعکس می‌کند، تا آنجا که می‌دانیم، در نسخه‌های خطی فارسیهودی جایگاهی پیدا نکرده‌اند.
نسخه‌های خطی موجود نشان می‌دهد که یهودیان فارسی‌زبان به شدت به میشنه توراه از موسی بن میمون (ابن میمون) و شولحان عروخ از حاخام یوسف کارو تکیه داشتند، اگرچه این کتب هنوز به طور کامل به ترجمه فارسیهودی یافت نشده‌اند. همانطور که می‌دانیم، قوانین میمونیدس و کارو بدون چون و چرا توسط همه جوامع یهودی پذیرفته نشدند. وضعیت کنونی تحقیق ما را قادر نمی‌سازد که به این سؤال پاسخ دهیم که جوامع یهودیان فارسی‌زبان در مناقشات پیرامون آنها در چه جایگاهی قرار داشتند، یا اینکه آیا در این جوامع تلاش‌هایی برای تولید یک تدوین هلاخایی جداگانه وجود داشته است.
ابراهام آمینوف و شمعون حکیم با اثر چهارجلدی فارسیهودی خود به نام لیکوته دینیم (کتاب قوانین)، سهم مهمی در زمینه تدوین هلاخایی داشتند.

## میدراشیم
یهودیان فارسی‌زبان به میدراشیم‌های آگادی (روایی) و هلاخایی (قانونی) بسیار علاقه‌مند بودند، که نه تنها در تفاسیر کتاب مقدس، دعاها، درشوت و داستان‌های نثر، بلکه در شعر نیز، مانند اشعار شاهین، عمرانی، بنیامین بن میشائل (امینا) و دیگران، جای خود را پیدا کردند. علاوه بر میدراشیم‌های فهرست شده در فهرست اوتزار (نتصر، 1985)، میدراشیم‌هایی نیز در مجموعه‌های دیگر یافت می‌شوند، مانند میدراش سدر یتزیرات ها-ولاد، میدراش شکالیم و میدراش مگیلا در مجموعه گستر در کتابخانه بریتانیا، لندن (Or. 9953 = G. 1084)؛ و در کتابخانه کلاو کالج اتحادیه عبری [HU]، سینسیناتی، میدراش استر (2140[3]، 2197[7])، میدراش برشیت و شِموت (2197)، میدراش دواریم عتیقیم (2123)، میدراش لِشیر هاشیریم (2139، 2197[5]) و میدراش روت (2159[3]، 2197[7]).
در پایان قرن نوزدهم، الکان ان. آدلر نسخه‌های خطی فارسیهودی را در تهران (با علامت T) و بخارا (با علامت B) خریداری کرد. این نسخه‌های خطی، که اکنون در کتابخانه حوزه علمیه یهودی در نیویورک نگهداری می‌شوند (به آدلر، 1898 و 1921 مراجعه کنید)، شامل تعدادی میدراش هستند. میدراش لقاح طوو از حاخام طوبیا بن الیازار مجموعه‌ای از میدراشیم بر کتب پیدایش و خروج است، همراه با واژه‌نامه (MS B.5). ادامه این میدراش (بر خروج، لاویان، اعداد و تثنیه) در MS T.76 قرار دارد. این میدراش، که در اصل بر پنتاتوک و پنج مگیلوت (غزل غزل‌ها، روت، مراثی، جامعه، استر) بود، در طول قرن دوازدهم گردآوری شد و گمان می‌رود شامل یک بحث جدلی علیه فرقه قرائیم بوده است. میدراش لقاح طوو چندین بار منتشر شد؛ هم پسیکتا و هم پسیکتا زوتا نامیده می‌شود. همچنین میدراشیم‌هایی بر رساله‌های تَعانیت، مگیلا و حگیگا (همه در MS B.9)؛ میدراش ماسخِت دِرِخ اِرِتس زوتا (B.46g)، که بخش‌هایی از آن در محزور ویتری موجود است؛ میدراش مَعه‌سِه رَبِینو و میدراش ها-نِعلام با یک تفسیر (B.10a, g)؛ مجموعه‌هایی بر اساس میدراش ربا (B.32b)؛ سفر هایاشار (B.37)، که ظاهراً از چاپی ونیزی در سال 1773 در شهر هرات رونویسی شده بود؛ و میدراش برشیت (T.45).
یک میدراش مهم به نام پیترون تورات مجموعه‌ای از میدراشیم و تفاسیر کتاب مقدس است که در MS HU شماره 4-4767 یافت می‌شود. این نسخه خطی در یک ویرایش انتقادی توسط افرا ییم ای. اورباخ (1978) منتشر شد. این اثر توسط یوسف بن شموئل بن دیوید بن موشه در ماه طوت 1640 سلوکی (1328) در شهر سمبادگان رونویسی شد. پیترون تورات کل پنتاتوک را پوشش می‌داد، اما در نسخه خطی تنها بخش مربوط به کتب لاویان، اعداد و تثنیه باقی مانده است.
یکی از جالب‌ترین آثار میدراشی فارسیهودی، معطامی بنیامین اثر بنیامین بن الیاهو، عالم و شاعری است که در کاشان زندگی می‌کرد. MS HU 5225 یک نسخه خطی دست‌نویس است که در سال 1823 (5573) نوشته شده است؛ BZI 915 توسط نهورای بن خداداد در سال 1825 رونویسی شد (برای نسخه‌های خطی BZI از معطامی بنیامین، به BZI 915، 1069، 4507، 4521 مراجعه کنید). ذیکرون راحامیم اثر راحامیم ملاّمد ها-کوهن (متولد شیراز؛ متوفی اورشلیم، 1932)، که در سال 1930 در اورشلیم به چاپ رسید، از نظر محتوا، به جز تغییرات ویرایشی جزئی، با این متن یکسان است؛ پسر نویسنده، عزرا ز. ملاّمد، یک ویرایش انتقادی (ملامد، 1959) منتشر کرد. چندین میدراش فارسیهودی با آنچه در منابع دیگر یافت می‌شود، متفاوت هستند، به عنوان مثال: میدراش علیات موشه لَه‌ماروم در فارسیهودی حاوی مطالب اضافی و متفاوتی نسبت به همان میدراش یافت شده در یک نسخه خطی یمنی است. ممکن است شباهت‌هایی بین این میدراش و متن فارسی میانه ارداویراف‌نامه (به ارداویراف مراجعه کنید) در برخی مسائل مربوط به توصیف جهنم و بهشت یافت شود (نتصر، 1978 و 1990).

## کابالا و عرفان
تعداد آثار کابالیستی در مجموعه BZI اندک است، با وجود اینکه یهودیان فارسی‌زبان بسیار به مسائل کابالیستی مشغول بودند، که این خود نتیجه گرایش آنها به مشاهده متافیزیکی و تأثیر ادبیات صوفی است. به جز مجموعه‌هایی بر اساس زهور، ادبیات کابالیستی در هم آمیخته با میدراشیم‌هایی مانند میدراش تالپیوت (BZI 1090/1)، و اثر کوتاه اوگات روکا (BZI 935/2) که به حاخام ماخیر نسبت داده می‌شود، در حال حاضر نمی‌توانیم به هیچ اثر آشکارا کابالیستی اشاره کنیم. تأثیر جریان‌های کابالیستی را می‌توان در میدراشیم‌هایی که توسط یهودیان فارسی‌زبان مورد مطالعه قرار گرفته‌اند، مانند میدراش علیات موشه لَه‌ماروم، احساس کرد، اگرچه این اثر به عنوان یک میدراش آشکارا کابالیستی در نظر گرفته نمی‌شود.
ما نمی‌دانیم که آیا محافل کابالیستی در جامعه یهودیان فارسی‌زبان پدید آمده‌اند یا خیر، و از هیچ تأثیری از جریان‌های حسیدی اروپایی بر آن آگاه نیستیم. هنوز زود است که بگوییم آیا مسائل مسیحایی و آخرالزمانی که یهودیان فارسی‌زبان را درگیر خود کرده بود، نشانه‌ای از فعالیت چشمگیر کابالیستی در جوامع این منطقه است یا خیر. شبتای زوی (1626-76)، که در سال 1665 خود را مسیح اعلام کرد، ظاهراً تعداد قابل توجهی پیرو در ایران و همچنین در ترکیه و جاهای دیگر داشت؛ تاجر/جهانگرد ژان شاردن از موجی از شور و هیجان مسیحایی در میان مؤمنان ایرانی سخن می‌گوید (VI).
گرایش کابالیستی یهودیان فارسی‌زبان را می‌توان در اشعار و پیوتیم نیز مشاهده کرد. اشعار ستایش‌آمیز به حکیمان یهودی غیرفارسی‌زبان مانند شمعون بار یوحای (اواسط قرن دوم)، و همچنین اشعار و پیوتیم توسط شخصیت‌های کابالیستی مشهور، ممکن است در چندین مجموعه شعر یافت شوند. یک پیوت مشهور با محتوای کابالیستی آوارخ او-احالل اثر الیشع بن شموئل فارسی است. شعر او نمایی از جهان پیچیده کابالیستی شاعر را به ما می‌دهد که بر پایه‌های عرفانی-تأملی با نظامی از بهشت و فرشتگان استوار است (نتصر، 1985).
مضمون اشتیاق به یگانگی بی‌واسطه با خدا و محو «خودی»، که در شعر صوفیانه فارسی جاری است، در شعر فارسیهودی نیز بیان می‌شود، اگرچه از دیدگاه کلی یهودی، تعداد کمی از کابالیست‌ها واقعاً آن را به اشتراک می‌گذاشتند. نمونه‌هایی از این اشتیاق در ساقی‌نامه عمرانی، شعر غنایی یوسف یهودی، و اشعار و پیوتیم سیمان-طو ملاّمد یافت می‌شود. این شاعران یهودی در شعر صوفیانه سیستمی قابل قبول از نمادگرایی عرفانی را یافتند که می‌توانستند آن را به عنوان نمادگرایی خود بپذیرند. آنها تحت تأثیر رویکرد صوفیانه، اما با کتاب مقدس به عنوان پایه و اساس خود، برای درک اسرار الوهیت و خلقت تلاش کردند. گاهی اوقات این بنیاد کتاب مقدس چنان ضعیف و نامشخص است، و نقوش صوفیانه چنان غالب هستند که به نظر می‌رسد با شاعران صوفی غیر یهودی سر و کار داریم. عناصر عرفانی مانند جستجوی تجربه وجدآمیز و یگانگی با خدا، نه از طریق عقل بلکه از طریق درون‌نگری و خلسه، به طور مداوم در اصطلاحات و نمادگرایی شعر صوفیانه یهودی و غیر یهودی فارسی بیان می‌شود.
با این وجود، مشخص نیست که آیا محافل کابالیستی فارسی دارای نیروهای خلاقانه‌ای بودند که آرزوی درک عمیق کتاب مقدس یا ایجاد روندهای جدید در نگرش‌های مذهبی جامعه را داشتند. همچنین هیچ نشانه روشنی از وجود کابالیست‌های یهودی فارسی با عیار مشابه شخصیت‌هایی که در سایر کشورهای اسلامی ظهور کردند، مانند شالوم شرابی (یمن و اورشلیم، متوفی 1777)، ابراهام آژولای (مراکش، متوفی 1741)، ابراهام توبیانا (الجزایر، متوفی 1793)، شالوم بوزاغلو (مراکش، متوفی 1780)، ساسون بن مردخای (بغداد، متوفی 1830) وجود ندارد.

## فلسفه، کلام و دفاعیات
تاکنون هیچ اثر کاملاً فلسفی یا نوشته‌ای که بتوان آن را تماماً کلامی یا دفاعی تعریف کرد، در ادبیات فارسیهودی یافت نشده است، به جز برخی قطعات بحث‌برانگیز از قرائیم. مهم‌ترین اثری که تا حدودی هر سه این حوزه‌ها را در بر گرفته، حوّوت یهودا از یهودا بن الیازار (نتصر، 1995) است. ما اطلاعاتی در مورد نویسنده نداریم، اما او به احتمال زیاد در کاشان زندگی می‌کرده است. حوّوت یهودا در سال 1686، در یکی از پرآشوب‌ترین دوره‌های تاریخ یهودیان ایران به دلیل محدودیت‌های تحمیل شده توسط دولت صفوی و ناآرامی‌های مرتبط با فعالیت پیروان شبتای زوی در سراسر ایران، به پایان رسید. این اثر به زبان روان فارسیهودی نوشته شده است که قابل مقایسه با بهترین نمونه‌های ادبیات کلاسیک فارسی آن دوره است. محتوای آن شکی در دانش گسترده و عمیق نویسنده باقی نمی‌گذارد. نویسنده اطلاعاتی درباره اثری دیگر در همین زمینه‌ها که پیشتر توسط یک یهودی فارسی‌زبان به نام داوود بار مامین اصفهانی تألیف شده بود، ارائه می‌دهد. ما اطلاعات دیگری در مورد اثر بار مامین نداریم که ظاهراً از بین رفته است.
حوّوت یهودا شامل چهار گفتار است که در مجموع به هجده بخش و پنجاه و دو فصل، همراه با پیشگفتار و نتیجه‌گیری تقسیم می‌شود. هر گفتار شامل بحث مفصلی در مورد موضوعی خاص مربوط به یکی از اصول اعتقادی یهودی است که توسط نویسنده پیشنهاد شده است. در گفتار اول، نویسنده به کیهان‌شناسی و وجود یک ذات برتر می‌پردازد. در گفتار دوم، او به انواع مختلف نبوت می‌پردازد. در گفتار سوم، او درباره تورات موسی و ایمان یهودی بحث می‌کند. گفتار چهارم ادامه گفتار سوم است اما شامل بحث درباره مسائلی مانند رستاخیز مردگان، پاداش و مجازات، رستگاری و آمدن مسیح، بهشت و جهنم است. در این اثر، نویسنده عمدتاً به نوشته‌های میمونیدس تکیه دارد. او همچنین از سِفر هَ-ایکاریم از حاخام یوسف البو و آثار دیگر علمای بزرگ یهود نقل قول می‌کند. نویسنده آشنایی عمیقی با نوشته‌های افلاطون، ارسطو، ابن سینا، غزالی و ابن رشد نشان می‌دهد.
BL Or. 8659 دارای بخش کلامی-دفاعی از سِفر هَ-میتزوت است. این بخش عمدتاً شامل بحثی میدراشی و هلاخایی درباره جنبه‌های مختلف فرمان ختنه است. این قطعه، علیرغم کوتاه بودن (فقط ده برگ)، به عنوان نمونه‌ای از ادبیات دفاعی قرائیمی که به زبان فارسیهودی نوشته شده است، حائز اهمیت است (مک‌کنزی، 1968). همانطور که شاکد اشاره می‌کند: "اگر این در واقع بخشی از یک اثر قرائیمی باشد، پس نشان‌دهنده یک کشف جدید است، زیرا این اولین شواهد موجود از ادبیات مکتوب قرائیمی به زبان فارسیهودی خواهد بود" (شاکد، 1972).

## کتاب‌های دعای فارسیهود
سیدوریم (کتاب‌های دعا) یافت شده در نسخه‌های خطی یهودیان فارسی‌زبان، تا آنجا که معلوم است، از قرن شانزدهم به بعد رونویسی شده‌اند. این سیدوریم، حتی نسخه‌های متأخرتر، ویژگی‌های جالبی از آداب دعای یهودیان فارسی‌زبان را آشکار می‌کنند. بر اساس این نسخه‌های خطی، محققانی مانند آدلر (1898)، حاخام سیمحا آساف (آساف و یوئل، 1941، ص 30) و شلومو تال (1981) به این نتیجه رسیدند که سیدور یهودیان فارسی‌زبان بر اساس سیدور حاخام سعادیا گائون، رئیس (گائون) مدرسه مذهبی در سورا، بابل (متوفی 942) است. آدلر نتیجه‌گیری خود را عمدتاً بر اساس MS T.79 قرار می‌دهد که در سال 1565 در ایران رونویسی شده بود (آدلر، 1921)؛ حاخام آساف نیز ظاهراً موافق است (آساف و یوئل، 1941).
مطالعه جامع‌تری توسط تال بر اساس MS Adler B.6 (طبقه‌بندی جایگزین: ENA 23) انجام شد، که او آن را با Adler T.79 و مجموعه ساسون 1045، 1143، 1144 (ساسون، II، صص 897، 959، 963) مقایسه کرد. BZI 945 و 4527/1 حاوی تفیلات هاشاحریت از سعادیا گائون هستند، اما مشخص نیست که تال از آنها استفاده کرده باشد. یک نسخه خطی مرتبط دیگر سِدر تفیلات (BL, Or. 10576) است.
کار حاخام عمرام گائون (متوفی 875) در مورد اعمال مذهبی، به ویژه در سرزمین‌هایی از جمله ایران که تحت رهبری معنوی مدارس بزرگ مذهبی بابلی (یشیوت) بودند، تأثیرگذار بود. لازم به ذکر است که کتاب دعای او، سِدر هَ-راو عمرام گائون، بر سیدورهای یهودیان اسپانیا، فرانسه و آلمان تأثیر گذاشت و به عنوان پایه و اساس سیدور راشی (حاخام شلومو ییتزحاقی، متوفی 1105) و محزور ویتری، که آثار قرن یازدهم تولید شده در فرانسه بودند، عمل کرد.
سال‌ها قبل از اینکه آدلر از جوامع یهودیان فارسی‌زبان بازدید کند؛ آنها قبلاً استفاده از سیدور منحصر به فرد خود را متوقف کرده و شروع به استفاده از کتاب‌های دعای منتشر شده توسط چاپخانه‌های لگورن (لیورنو)، ورشو و وین کرده بودند. در این زمینه، گفته‌ای از یک یهودی بخارایی که توسط آدلر نقل شده است، جالب است: "آنها می‌گویند صد و پنجاه سال پیش مردی دانشمند به نزد آنها آمد، حاخام ابراهام مامون، که نوادگانش اکنون از برجسته‌ترین یهودیان آسیای مرکزی هستند. او از مراکش به بخارای دورافتاده آمد و یهودیان آنجا را متقاعد کرد که [از آنجا که] مانند او آنها نیز از نوادگان تبعیدیان اسپانیایی و پرتغالی بودند، بنابراین باید خود را با آداب دعای [اخیر] تطبیق دهند" (آدلر، 1921، ص 602). به نظر می‌رسد که نسخه دعایی که یهودیان فارسی‌زبان استفاده می‌کردند، به دلیل تأثیر فرستادگان از غرب و شمال آفریقا تغییر کرده است. در حال حاضر دو سوال مهم بی‌پاسخ مانده است: (الف) یهودیان فارسی‌زبان از چه زمانی شروع به استفاده از سیدور حاخام سعادیا گائون کردند، و (ب) چه زمانی استفاده از آن را متوقف کردند؟ یک چیز واضح است: نسخه دعا در MS Adler B.6 (= ENA 23)، عمدتاً در حاشیه نسخه خطی رونویس، از قبل انحرافاتی از نسخه حاخام سعادیا گائون را نشان می‌دهد.
محققان معتقدند که یهودیان ایران در دوره گائونیم (دوره پس از تلمودی، قرون 7 تا 11) تحت اقتدار و نفوذ حکیمان بابلی بودند و معلمان و قضات ربانی از بابل به نزد آنها فرستاده می‌شدند. با این حال، یهودیان فارسی‌زبان تنها تحت تأثیر نبودند، بلکه در زمینه مناسک مذهبی نیز تأثیرگذار بودند. فرستادگانی از ایران به جامعه یهودیان چین اعزام شدند. این واقعیت از جمله، از بخش‌هایی از مراسم مذهبی یافت شده در کایفنگ در شرق چین، به ما معلوم است. این متون حاوی نام‌های فارسی فرستادگان و دستورالعمل‌های فارسیهودی برای نمازگزاران است (رجوع شود به Neubauer; Leslie; Ben-Zvi, 1966b, chap. 14).
علاوه بر خدمات دعا، یهودیان فارسی‌زبان آوازهای مقدس و همچنین آثار سکولار شاعرانی از اسپانیا، ایتالیا و سرزمین اسرائیل، مانند شلومو بن گابیرول (متوفی 1057)، یهودا هَ-لوی (متوفی 1141)، ییصراعِل ناگارا (متوفی 1625) و دیگران را می‌خواندند. اشعار مقدس سروده شده توسط شاعران یهودی فارسی‌زبان، مانند عمرانی، شاموئل پیر-احمد، الیشع بن شاموئل، بنیامین بن میشائل (امینا)، سیمان-طو ملاّمد و دیگران نیز در مناسک مذهبی جای گرفتند.